# Comuna Pitușkiv, Mlîniv
Pitușkiv (în ucraineană Пітушків) este o comună în raionul Mlîniv, regiunea Rivne, Ucraina, formată din satele Pitușkiv (reședința), Riciîșce și Tușebîn.

## Demografie
Componența lingvistică a comunei Pitușkiv
     Ucraineană (99,66%)
     Alte limbi (0,22%)
Conform recensământului din 2001, majoritatea populației comunei Pitușkiv era vorbitoare de ucraineană (99,66%), existând în minoritate și vorbitori de alte limbi.